# Dormancia

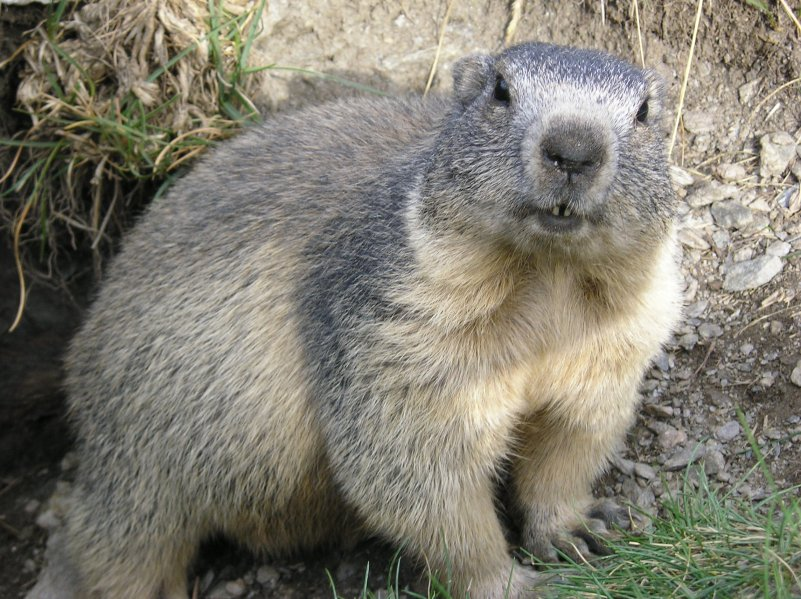
Las marmotas (Marmota marmota) hibernan.

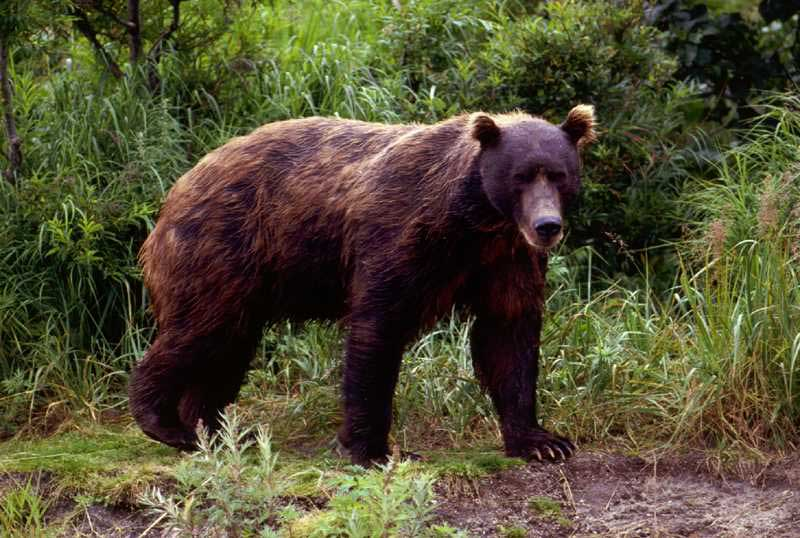
Oso en primavera, muy delgado porque acaba de salir de su hibernación.

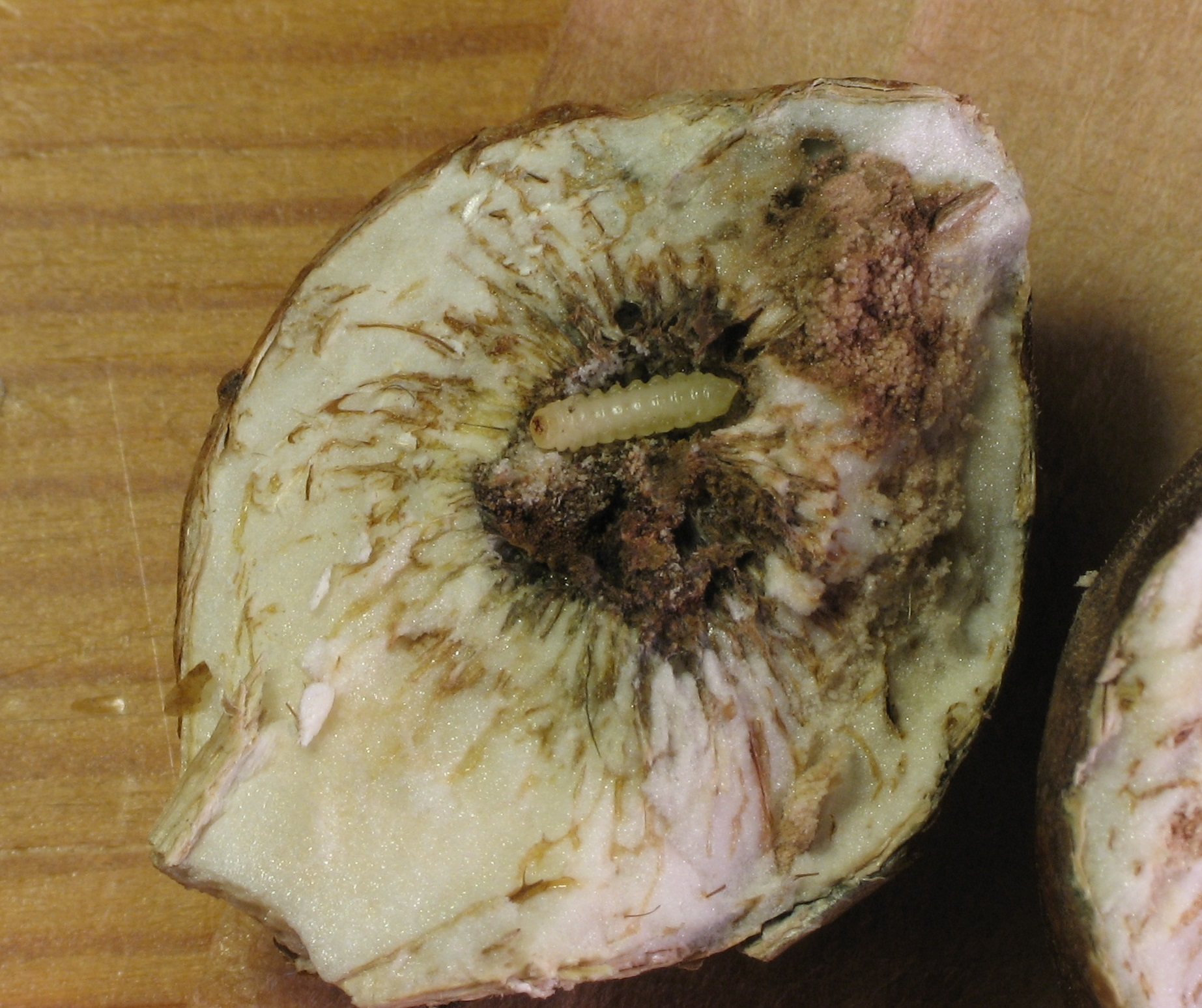
Larva de escarabajo Mordellistena en diapausa.

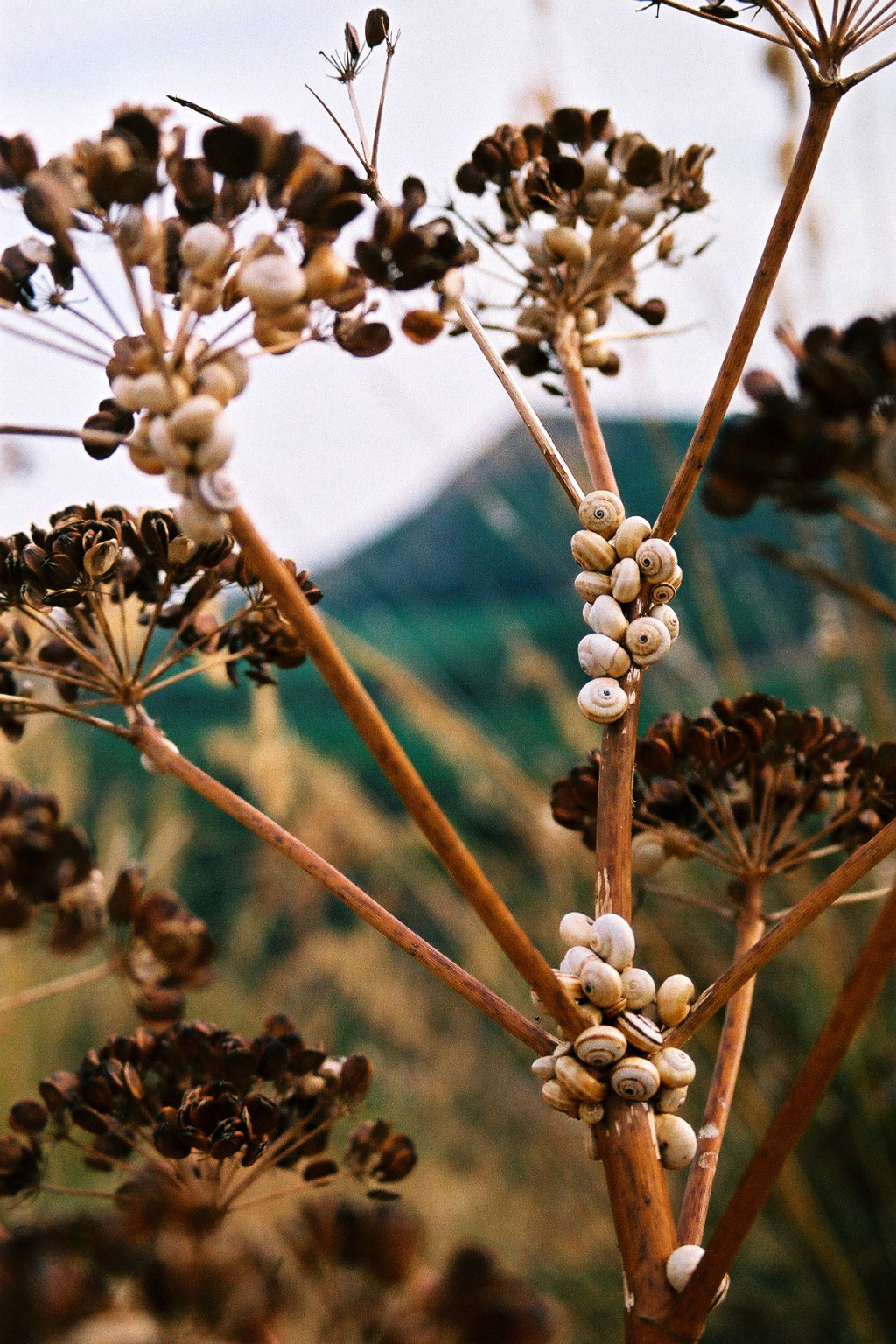
Caracoles de la familia Hygromiidae estivando en los tallos de plantas.

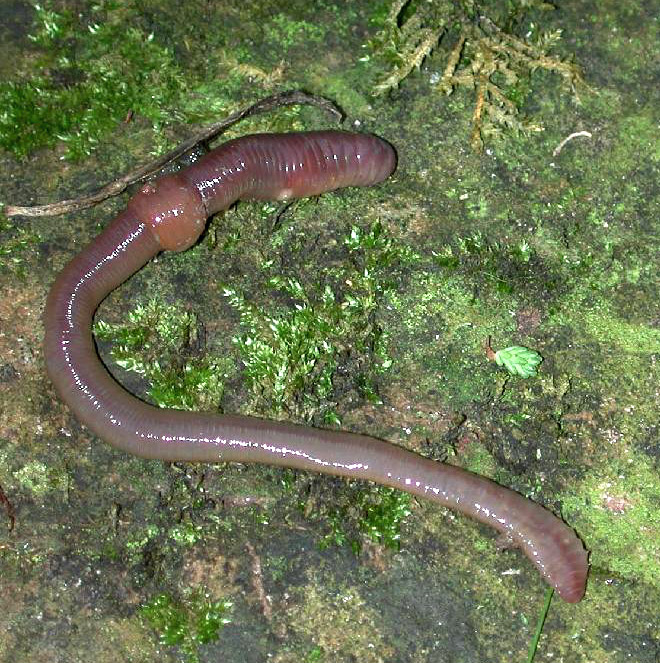
Lombriz de tierra Lumbricus sp.

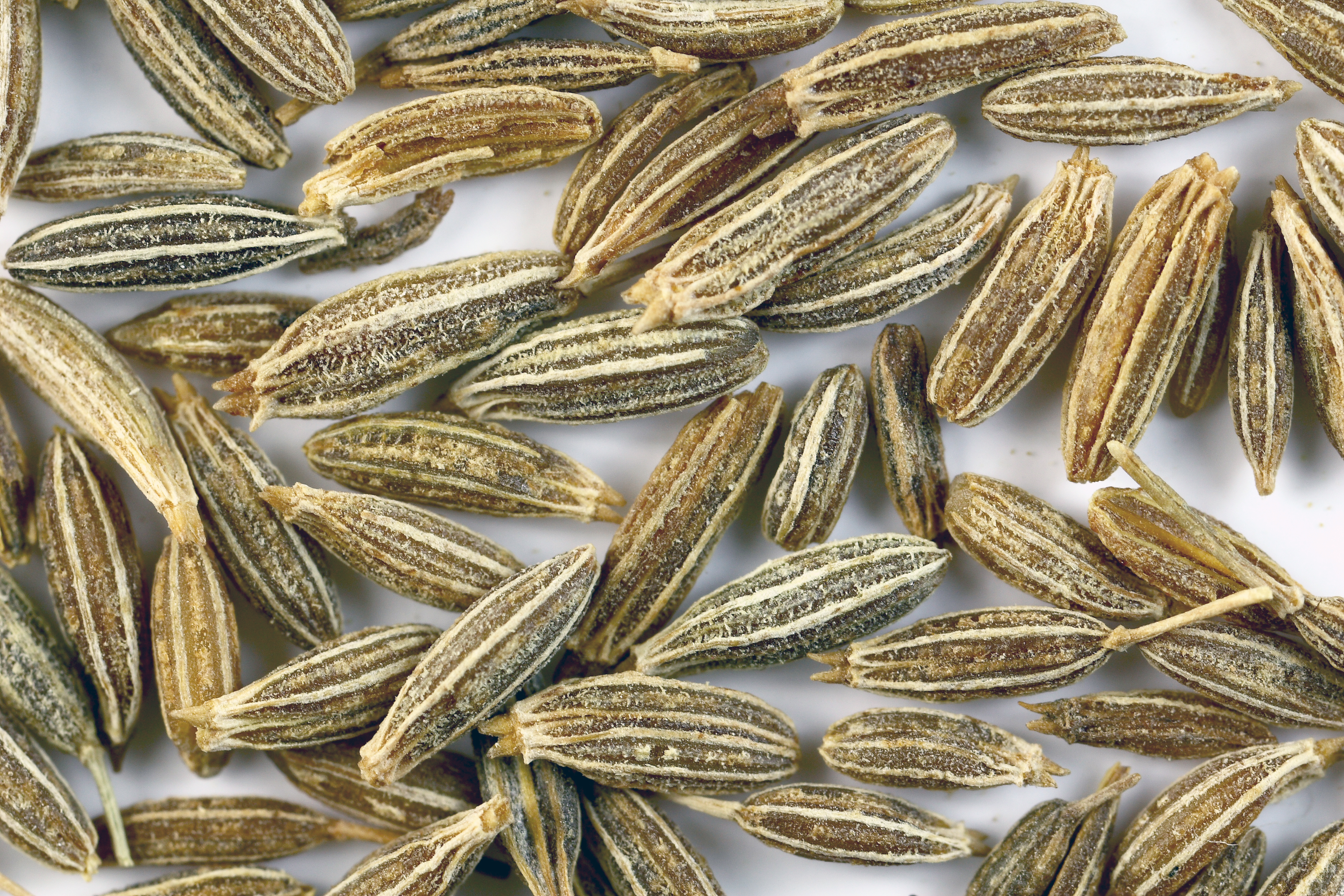
Las semillas pueden permanecer en dormancia por años. Comino, Cuminum cyminum.

Se llama dormancia (del inglés, dormancy, también conocido como dormición) a un período en el ciclo biológico de un organismo en el que el crecimiento, desarrollo y actividad física se suspenden temporalmente. Esto reduce drásticamente la actividad metabólica permitiendo que el organismo conserve energía. La dormancia tiende a estar íntimamente relacionada con las condiciones ambientales. Los organismos pueden sincronizar su fase de dormancia con el medio ambiente en formas llamadas predictivas o consecuentes. La dormancia predictiva ocurre cuando un organismo entra en la fase de dormancia antes de la llegada de las condiciones adversas. Por ejemplo muchas plantas usan el fotoperíodo o la disminución de la temperatura para predecir la llegada del invierno. La dormancia consecuente tiene lugar cuando un organismo entra en dormancia después de la llegada de las condiciones adversas. Este tipo es común en regiones con climas que fluctúan en forma imprevisible. Si bien los cambios climáticos bruscos pueden llevar a una tasa de mortalidad elevada entre los animales que dependen de la dormancia consecuente, esta les permite permanecer activos más tiempo y les concede ciertas ventajas en el uso de los recursos disponibles.

## Dormancia en los animales

### Hibernación
La hibernación es un mecanismo que les permite a muchos animales escapar del frío y de la carencia de alimentos durante el invierno. La hibernación es más predictiva que consecuente. Un animal se prepara para hibernar aumentando su capa de tejidos graso durante el final del verano y en el otoño; esta le provee energía durante el período de dormancia. Durante la hibernación el animal experimenta muchos cambios fisiológicos, incluyendo una disminución del ritmo cardíaco (hasta del 95%) y decrecimiento de la temperatura corporal. Entre los animales que hibernan encontramos los murciélagos, marmotas y otros roedores, los lémures ratón, el erizo común europeo y otros insectívoros, monotremos y marsupiales.

### Diapausa
La diapausa es una estrategia predictiva que está predeterminada genéticamente. La diapausa es común en muchos insectos, permitiéndoles que suspendan su desarrollo entre el invierno y la primavera y en mamíferos como el corzo europeo, en el cual la implantación del embrión en el útero se demora un tiempo, permitiendo que la cría nazca en la primavera cuando las condiciones son más favorables.

### Estivación
La estivación es un ejemplo de dormancia consecuente que se produce en respuesta a condiciones muy cálidas o secas. Es común en los invertebrados, como caracoles del género Helix y las lombrices de tierra,  pero también puede ocurrir en otros animales como el pez pulmonado o el lirón.

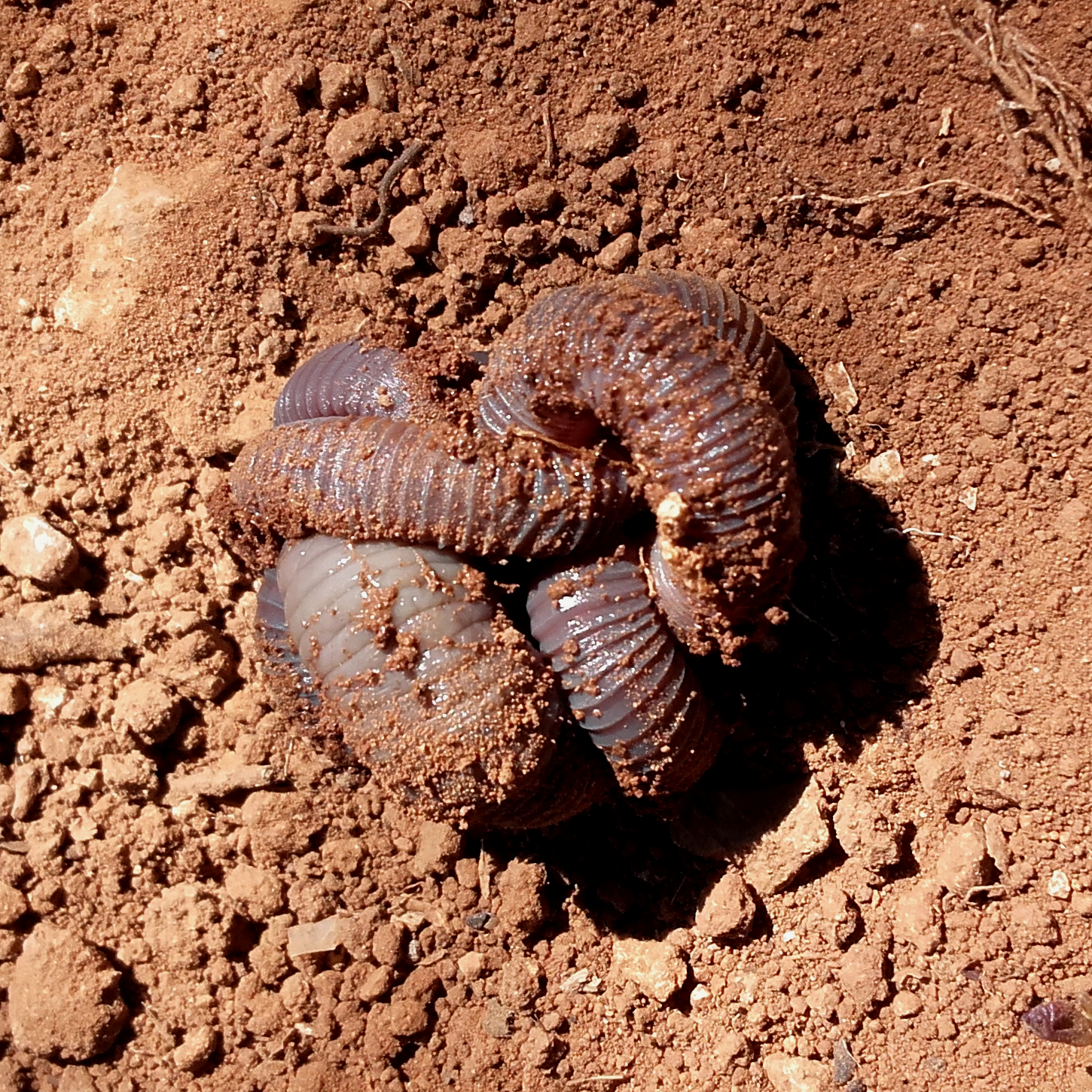
Lombriz de tierra (Lumbricus terrestris) iniciando el ovillo de hibernación

### Brumación
La  brumación es un ejemplo de dormancia en los reptiles, similar a la hibernación. Difiere de la hibernación en los procesos metabólicos afectados.
Los reptiles generalmente empiezan la brumación a fines del otoño, la fecha específica varía según las especies. A menudo se despiertan para beber y vuelven a su sueño. Pueden alimentarse durante esta etapa pero también pueden pasar meses sin comida. Los reptiles pueden desear comer más de lo ordinario justo antes de la brumación, pero cuando baja la temperatura comen menos o simplemente nada. Sin embargo necesitan beber agua. La brumación es un período de entre uno a cuatro meses según la temperatura ambiente, la edad, tamaño y estado de salud del reptil. Durante el primer año de vida muchos reptiles no realizan una brumación completa, simplemente disminuyen su actividad y alimentación. La brumación no debe confundirse con la hibernación. En los mamíferos, cuando hibernan, verdaderamente duermen, viven de sus reservas grasas y su metabolismo disminuye al punto que no necesitan comer. Durante la brumación, la actividad de los reptiles disminuye y necesitan comer menos. Algunos reptiles pueden pasar todo el invierno sin comer. La brumación es activada por el frío y la disminución de las horas de luz durante el invierno.

## Dormancia en las plantas
En fisiología vegetal, la dormancia es el estado de reposo del crecimiento de una planta. Es una estrategia de muchas especies de plantas que les permite sobrevivir cuando las condiciones climáticas no son apropiadas para el crecimiento, como durante el invierno o durante la estación seca.
Las plantas que exhiben dormancia tienen un reloj biológico que sigue el ciclo circadiano, que les informa de cuándo conviene disminuir la actividad de los tejidos vivos en previsión de un periodo de heladas o de escasez de agua. También se activa durante los días más cortos, caídas en las temperaturas o disminución de las lluvias.

### Semillas durmientes
Cuando una semilla se encuentra en condiciones favorables pero no germina se dice que está durmiente. Hay dos tipos básicos de dormancia de semillas. El primero se llama dormancia del tegumento o dormancia externa, que es causada por la presencia de una cubierta dura que protege a la semilla y no permite la entrada del agua o el oxígeno hasta el embrión, por eso este no puede ser activado. El segundo tipo se llama dormancia del embrión o dormancia interna la cual es causada por la condición del embrión que no permite la germinación. (Black M, Butler J, Hughes M. 1987). La semilla más antigua que ha llegado a germinar y producir una planta viable es la de un fruto de loto recuperado del lecho de un lago seco en el noreste de China. Su edad se calcula en 1300 años.

### Árbol durmiente

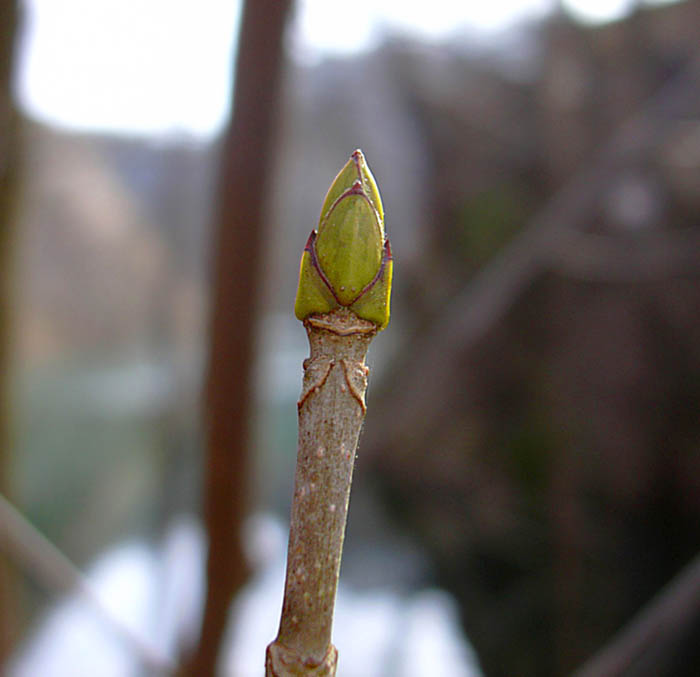
Muchos árboles salen de su dormancia en la primavera. Brote de Arce Acer pseudoplatanus en dormancia.

Muchas especies de árboles tienen una dormancia bien desarrollada que puede ser reducida artificialmente hasta cierto punto pero nunca del todo. Por ejemplo si al arce japonés (Acer palmatum) se le da un verano eterno por medio de manipulación de las horas de luz crecerá en forma continua por dos años a lo sumo. Sin embargo, acabará entrando en dormancia independientemente de las condiciones. Las plantas caducifolias pierden sus hojas, las perennifolias reducen el nuevo crecimiento. Pasar por un verano eterno forzado y entrar en una dormancia automática a continuación es muy estresante para la planta y hasta puede ser fatal. La tasa de mortalidad puede llegar al 100% si la planta no pasa por un período de baja temperatura requerido para salir de la dormancia. La mayoría de las plantas requieren un cierto número de horas de frío con temperaturas de entre 0 °C y 10 °C para poder salir de la dormancia (Bewley JD, Black M. (1994).

## Dormancia enArabidopsis thaliana

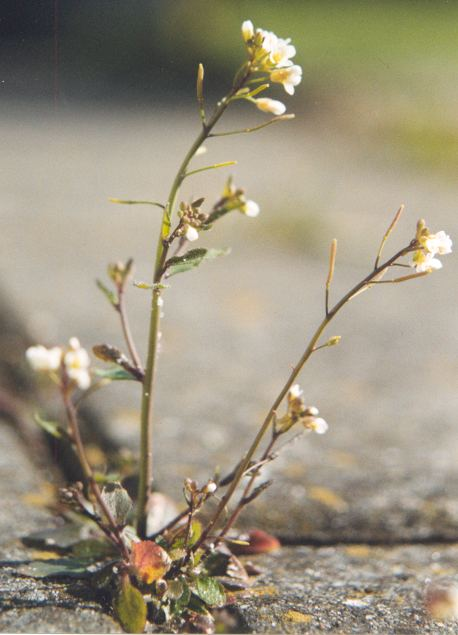
Arabidopsis thaliana, planta modelo para la experimentación genética al conocerse su mapa genético.

Gracias a que se tiene un modelo como Arabidopsis thaliana, se han podido dilucidar posibles genes asociados a la dormancia y germinación.
"Arabidopsis thaliana" presenta un gradiente natural de dormancia y en experimentos de cruces y germinación en vivero se han podido seleccionar plantas con dormancia más prolongada de tal forma que se tengan como objeto de estudio. Esta variación natural es sin duda producto de la colonización de distintos nicho y además producto de una variación generalmente asociada a las poblaciones.
La etapa más importante para la inducción de la dormancia, la primera en realidad, es cuando el embrión es un embrión completamente desarrollado y el embrión cesa su crecimiento. Los genes ABI3, FUS3, LEC1 y LEC2 son los cuatro reguladores más importantes y clave que juegan papeles en el control de las etapas media y tardía en el control del desarrollo de la semilla.
Los mutantes de estos genes tienen fenotipos parecidos cuyas características son reducción de dormancia y reducción en la expresión de proteínas de almacenamiento de la semilla. Sin embargo existen fenotipos específicos para cada tipo de mutación, para el gen mutado ABI3 las características fenotípicas son ausencia de degradación de clorofila, importante para ciclaje de nutrientes dentro de la planta, y reducción a la sensibilidad de ABA. Para el gen mutado FUS3 acumulación de antocianinas, y para los genes LEC1 y LEC2 se pierde la identidad de los cotiledones. Además estos 4 genes tienen importantes contribuciones en el desarrollo del embrión, y además pueden tener efectos pleiotrópicos.
Además de estos genes, existen otros que codifican particularmente receptores de ABA afectando directamente la dormancia, ya que la hormona ABA está relacionada con procesos de dormancia y crecimiento.
Como parte fundamental en la búsqueda de mutantes dormantes, y dado que las plantas mutadas que carecen de receptores específicos de ABA pueden germinar sin giberelinas, se les inocula inhibidores de giberinas lo que genera seleccionar más fácil las semillas dormantes.
Haciendo retrocruces se ha mostrado incluso que el control de ABA está dado por el embrión y no por la madre, aunque en el desarrollo esta este aportando buena parte para evitar una germinación prematura.
Los genes clave para la biosíntesis de ABA durante el desarrollo de la semilla son NCED6 y NCED9. Esto contrasta con teorías anteriores donde se creía que las concentraciones de ABA endógenas no eran tan importante; lo que ahora se sabe que no es cierto, la producción de ABA endógena es muy importante en el desarrollo.
En "Arabidopsis thaliana" silvestres se ha encontrado que los niveles de ABA decrecen a medida que la semilla madura, y que los genes involucrados en este proceso son P450 y CYP707A; indicando que los niveles de ABA pueden ser modificados a lo largo del establecimiento de las plantas en su crecimiento y germinación, afectando la ruta que la planta va a seguir. Incluso en plantas donde se inhibe la formación de ABA se elimina el periodo de dormancia, y en otros estudios las semillas embebidas que no germinan, es decir que están en dormancia tienen niveles mayores de ABA. Existen mutantes de Arabidopsis thaliana donde al no expresar ABA, su fenotipo produce menos semillas y presentan germinación precoz o no tienen periodo de dormancia (Bentsink & Koornneef, 2008).

## Dormancia en nematodos

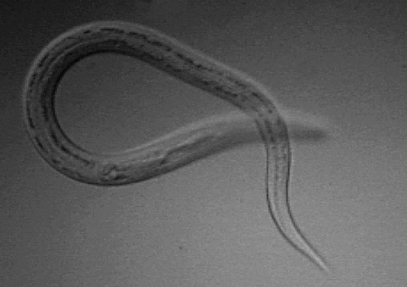
Nematodo Necator americanus.

Los nematodos son un grupo sumamente variado de gusanos, tanto parásitos de animales (incluyendo humanos) o de plantas como libres que viven en el suelo. Tienen numerosas adaptaciones a los cambios ambientales. En este grupo la dormancia también llamada hipobiosis juega un papel muy importante para asegurar su supervivencia. Algunas especies completan su ciclo vital sin interrupciones si las condiciones ambientales son favorables. Pero si hay estreses ambientales detienen su desarrollo en un estado larvario determinado. Pueden continuar en este estado de reposo por semanas o meses antes de volver a retomar el ciclo de desarrollo, una vez que retornan mejores condiciones. El estrés ambiental puede ser muy diverso: falta de agua, de oxígeno, de alimentos, hacinamiento, etc. En ciertos casos una gran parte de una población de nematodos se encuentra en dormancia mientras el resto de la población continúa su ciclo vital. La hipobiosis de nematodos parece estar regulada por una combinación de factores genéticos y ambientales.

## Dormancia en los virus
Los virus de la familia Herpesviridae son notables por su facultad de permanecer durmientes dentro de las células de su huésped, por ejemplo el ser humano. Es el caso del virus de la varicela que muchos años más tarde puede causar la culebrilla. La dormancia de los virus se denomina más comúnmente latencia o infección latente. El virus VIH produce una infección latente en los linfocitos. y en este estado del ciclo vital es llamado provirus. No se debe confundir esto con la latencia clínica.